# 暗夜異劫
《暗夜異劫》（英語：No One Will Save You）是一部2023年美國科幻恐怖電影，由布萊恩·杜菲爾德編劇、導演並製作，凯特琳·德弗主演。這部片長93分鐘的電影只有一句对白，因此在眾多長片中顯得不同尋常。
《暗夜異劫》於2023年9月19日在影院上映，9月22日在美國作為Hulu原創電影由二十世紀影業在串流媒體服務上發行，海外则在Disney+ Star上發行。

## 剧情
布琳是一名女裁缝，现在仍住在儿时的家中，为失去母亲和最好的朋友茉德而悲伤。她在自己的起居室里建造了一个模型小镇，以此来应对失落。过去的某件事似乎让整个小镇与布琳对立，因此她过着焦虑、孤独又孤僻的生活。一天晚上，她醒来时发现家里有个不速之客，她很快意识到来者是一个人形的外星人。布琳想要逃跑，却被外星人死死缠住。当外星人用念力制服布琳时，她不小心用模型小镇学校钟楼的碎片刺中了外星人的头部，这才得以脱身。
布琳发现外星人入侵后，所有电子设备都失去了作用。她在进城前往警察局的路上，经过了邻居被洗劫一空的房子和一辆翻倒的邮车。在警察局，布琳意外地遇到了茉德的父母，正好就是警察局长和他的妻子。茉德的母亲轻蔑地看了布琳一眼，朝她脸上吐了一口唾沫，然后走出了警察局。布琳决定逃走，她乘坐一辆公共汽车离开小镇，车上几名乘客试图控制她，他们都是其他外星人的傀儡。她逃到了一座荒废的教堂，去了茉德的墓地，却发现有一群人似乎受到小触手生物的控制，很明显可以看到这些生物在他们喉咙的皮肤下面滑动。当天晚上，在布琳的家中，一道耀眼的光线将那个外星人的尸体带出了房子。布琳还要奋力抵挡另外两个外星人来袭，在与较小的外星人进行了間歇性的博鬥后，布琳趁机用一个断掉的拖把将外星人钉在衣柜上，用衣柜门猛击外星人的头部。
布琳逃离了家，但被一个受外星人控制的人抓住，拖到了飞碟的牽引波束附近。然而，就在她即将被送上飞碟时，她一脚把那个人踢进了牽引波束，然后逃跑了。第三个更大的外星人追击布琳，最终爬上她的房子抓住了她。她把外星人引到自己的旅行车里，外星人长长的四肢被困在狭小的车厢里。外星人的一只脚刺穿了油箱，于是布琳点燃了油箱，飞碟用射线熄灭了火焰，但外星人已经被烧死了。
布琳跑回家后，一个人形外星人用念力把她摔在了墙上，她被红色射线束缚住。外星人悬浮起来，吐出一个触手生物，强行进入布琳的口中。布琳立即陷入强烈的幻觉中。在幻觉中，她的家毫发无损，她最好的朋友茉德也还活着，但她最终挣脱了幻觉，从嘴里扯出了触手生物。外星人召唤了一架飞碟，飞碟将触手生物悬浮起来並使其迅速長成布琳的替身。布琳的替身追着真正的布琳跑进了树林。
布琳替身抓住布琳刺伤了她，但她用裁纸刀杀死了替身，然后逃到了一条荒无人烟的路上。在那里，她遇到了一个巨大的外星人，然后被吸进了一个飞碟里。布琳被一群人形外星人施行精神探测，迫使她回忆起让整个小镇与她对立的事件。原来，在田野里的一次争吵中，布琳被茉德打倒在地，于是她用石头击打茉德的头部，致其死亡。外星人相互交谈后，把布琳送回了地球，且沒有觸手生物控制她的思想和行動。
一段时间后，布琳住进了她未遭破坏的家中。她所在小镇的其他居民现在显然都在外星人的控制之下，然而，與外星人入侵前布琳的生活完全相反，镇上的居民对她相当友善。